# Supercopa Cândido de Oliveira
La Supercopa de Portugal de futbol, anomenada Cândido de Oliveira (en portuguès SuperTaça Cândido de Oliveira) és una competició de futbol anual que enfronta els campions de la lliga portuguesa de futbol i de la copa portuguesa de futbol. Si un equip guanya el doblet (lliga i copa), el finalista de copa disputarà la supercopa contra el vencedor del doblet. La competició acostuma a disputar-se a principi de temporada. La competició porta el nom d'un antic seleccionador de Portugal, Cândido de Oliveira.
La temporada 1943/44 es disputà una edició especial entre el campió Sporting Clube de Portugal i el finalista S.L. Benfica amb motiu de la inauguració de l'estadi National de Jamor, i que fou anomenada Taça Império.

## Historial
| Taça Império (Inauguració de l'Estádio Nacional) | Taça Império (Inauguració de l'Estádio Nacional) | Taça Império (Inauguració de l'Estádio Nacional) | Taça Império (Inauguració de l'Estádio Nacional) | Taça Império (Inauguració de l'Estádio Nacional)   |
| Temporada                                        | Campió                                           | Marcador                                         | Finalista                                        | Seu                                                |
| ------------------------------------------------ | ------------------------------------------------ | ------------------------------------------------ | ------------------------------------------------ | -------------------------------------------------- |
| 1944                                             | Sporting CP                                      | 3-2 (p)                                          | SL Benfica                                       | Estádio Nacional, Oeiras                           |
| Edicions no oficials                             |                                                  |                                                  |                                                  |                                                    |
| Temporada                                        | Campió                                           | Marcador                                         | Finalista                                        | Seu                                                |
| 1979                                             | Boavista FC                                      | 2-1                                              | FC Porto                                         | Estádio das Antas, Porto                           |
| 1980                                             | SL Benfica                                       | 4-3                                              | Sporting CP                                      | Anada 2-2 Tornada 2-1                              |
| Edicions a doble partit                          |                                                  |                                                  |                                                  |                                                    |
| Temporada                                        | Campió                                           | Marcador                                         | Finalista                                        | Resultat                                           |
| 1981                                             | FC Porto                                         | 4-3                                              | SL Benfica                                       | Anada 0-2 Tornada 4-1                              |
| 1982                                             | Sporting CP                                      | 7-3                                              | Sporting Braga                                   | Anada 1-2 Tornada 6-1                              |
| 1983                                             | FC Porto                                         | 2-1                                              | SL Benfica                                       | Anada 0-0 Tornada 2-1                              |
| 1984                                             | FC Porto                                         | 4-0                                              | SL Benfica                                       | Anada 0-1 Tornada 1-0 / Anada 3-0 Tornada 1-0      |
| 1985                                             | SL Benfica                                       | 1-0                                              | FC Porto                                         | Anada 1-0 Tornada 0-0                              |
| 1986                                             | FC Porto                                         | 5-3                                              | SL Benfica                                       | Anada 1-1 Tornada 4-2                              |
| 1987                                             | Sporting CP                                      | 4-0                                              | SL Benfica                                       | Anada 3-0 Tornada 1-0                              |
| 1988                                             | Vitoria Guimarães                                | 2-0                                              | FC Porto                                         | Anada 2-0 Tornada 0-0                              |
| 1989                                             | SL Benfica                                       | 4-0                                              | CF Belenenses                                    | Anada 2-0 Tornada 2-0                              |
| 1990                                             | FC Porto                                         | 4-2                                              | Estrela da Amadora                               | Anada 1-2 Tornada 3-0                              |
| 1991                                             | FC Porto                                         | 2-2                                              | SL Benfica                                       | Anada 1-2 Tornada 1-0 / Anada 1-0 Tornada 1-1      |
| 1992                                             | Boavista FC                                      | 4-3                                              | FC Porto                                         | Anada 2-1 Tornada 2-2                              |
| 1993                                             | FC Porto                                         | 1-1                                              | SL Benfica                                       | Anada 1-1 Tornada 0-0 / Repetició 2-2 (4-3 penals) |
| 1994                                             | FC Porto                                         | 1-1                                              | SL Benfica                                       | Anada 1-1 Tornada 0-0 / Repetició 1-0              |
| 1995                                             | Sporting CP                                      | 2-2                                              | FC Porto                                         | Anada 0-0 Tornada 2-2 / Repetició 3-0              |
| 1996                                             | FC Porto                                         | 6-0                                              | SL Benfica                                       | Anada 1-0 Tornada 5-0                              |
| 1997                                             | Boavista FC                                      | 2-1                                              | FC Porto                                         | Anada 2-0 Tornada 0-1                              |
| 1998                                             | FC Porto                                         | 2-1                                              | Sporting Braga                                   | Anada 1-0 Tornada 1-1                              |
| 1999                                             | FC Porto                                         | 5-2                                              | SC Beira-Mar                                     | Anada 2-1 Tornada 3-1                              |
| 2000                                             | Sporting CP                                      | 1-1                                              | FC Porto                                         | Anada 1-1 Tornada 0-0 / Repetició 1-0              |
| Edicions a partit únic                           |                                                  |                                                  |                                                  |                                                    |
| Temporada                                        | Campió                                           | Marcador                                         | Finalista                                        | Seu                                                |
| 2001                                             | FC Porto                                         | 1-0                                              | Boavista FC                                      | Estádio do Rio Ave FC, Vila do Conde               |
| 2002                                             | Sporting CP                                      | 5-1                                              | Leixões SC                                       | Estádio do Bonfim, Setúbal                         |
| 2003                                             | FC Porto                                         | 1-0                                              | União Leiria                                     | Estádio D. Afonso Henriques, Guimarães             |
| 2004                                             | FC Porto                                         | 1-0                                              | SL Benfica                                       | Estádio Cidade de Coimbra, Coïmbra                 |
| 2005                                             | SL Benfica                                       | 1-0                                              | Vitória Setubal                                  | Estádio Algarve, Faro-Loulé                        |
| 2006                                             | FC Porto                                         | 3-0                                              | Vitória Setubal                                  | Estádio Dr. Magalhães Pessoa, Leiria               |
| 2007                                             | Sporting CP                                      | 1-0                                              | FC Porto                                         | Estádio Dr. Magalhães Pessoa, Leiria               |
| 2008                                             | Sporting CP                                      | 2–0                                              | FC Porto                                         | Estádio Algarve, Faro-Loulé                        |
| 2009                                             | FC Porto                                         | 2–0                                              | Paços de Ferreira                                | Estádio Municipal de Aveiro, Aveiro                |
| 2010                                             | FC Porto                                         | 2-0                                              | SL Benfica                                       | Estádio Municipal de Aveiro, Aveiro                |
| 2011                                             | FC Porto                                         | 2–1                                              | Vitória de Guimarães                             | Estádio Municipal de Aveiro, Aveiro                |
| 2012                                             | FC Porto                                         | 1-0                                              | Académica de Coimbra                             | Estádio Municipal de Aveiro, Aveiro                |
| 2013                                             | FC Porto                                         | 3-0                                              | Vitória de Guimarães                             | Estádio Municipal de Aveiro, Aveiro                |
| 2014                                             | SL Benfica                                       | 0-0 (3-2)                                        | Rio Ave FC                                       | Estádio Municipal de Aveiro, Aveiro                |
| 2015                                             | Sporting CP                                      | 1-0                                              | SL Benfica                                       | Estádio Algarve, Faro-Loulé                        |
| 2016                                             | SL Benfica                                       | 3-0                                              | Sporting Braga                                   | Estádio Municipal de Aveiro, Aveiro                |
| 2017                                             | SL Benfica                                       | 3-1                                              | Vitória de Guimarães                             | Estádio Municipal de Aveiro, Aveiro                |
| 2018                                             | FC Porto                                         | 3-1                                              | CD Aves                                          | Estádio Municipal de Aveiro, Aveiro                |
| 2019                                             | SL Benfica                                       | 5-0                                              | Sporting CP                                      | Estádio do Algarve, Faro, Loulé                    |
| 2020                                             | FC Porto                                         | 2-0                                              | SL Benfica                                       | Estádio Municipal de Aveiro, Aveiro                |
| 2021                                             | Sporting CP                                      | 2-1                                              | Sporting Braga                                   | Estádio Municipal de Aveiro, Aveiro                |
| 2022                                             | FC Porto                                         | 3-0                                              | CD Tondela                                       | Estádio Municipal de Aveiro, Aveiro                |
| 2023                                             | SL Benfica                                       | 2-0                                              | FC Porto                                         | Estádio Municipal de Aveiro, Aveiro                |
| 2024                                             | FC Porto                                         | 4-3 (Prò.)                                       | Sporting CP                                      | Estádio Municipal de Aveiro, Aveiro                |

## Participacions de cada club
Nota: No inclou l'edició 1943–44.
| Club                 | Campió | Finalista | Anys campió i anys finalista |
| FC Porto             | 24     | 10        | 1979, 1981, 1983, 1984, 1985, 1986, 1988, 1990, 1991, 1992, 1993, 1994, 1995, 1996, 1997, 1998, 1999, 2000, 2001, 2003, 2004, 2006, 2007, 2008, 2009, 2010, 2011, 2012, 2013, 2018, 2020, 2022, 2023, 2024 |
| SL Benfica           | 9      | 13        | 1980, 1981, 1983, 1984, 1985, 1986, 1987, 1989, 1991, 1993, 1994, 1996, 2004, 2005, 2010, 2014, 2015, 2016, 2017, 2019, 2020, 2023                                                                         |
| Sporting CP          | 9      | 3         | 1980, 1982, 1987, 1995, 2000, 2002, 2007, 2008, 2015, 2019, 2021, 2024 |
| Boavista FC          | 3      | 1         | 1979, 1992, 1997, 2001 |
| Vitória de Guimarães | 1      | 3         | 1988, 2011, 2013, 2017 |
| SC Braga             | -      | 4         | 1982, 1998, 2016, 2021 |
| Vitória de Setúbal   | -      | 2         | 2005, 2006 |
| CF Os Belenenses     | -      | 1         | 1989 |
| Estrela da Amadora   | -      | 1         | 1990 |
| SC Beira-Mar         | -      | 1         | 1999 |
| Leixões SC           | -      | 1         | 2002 |
| União Leiria         | -      | 1         | 2003 |
| Paços de Ferreira    | -      | 1         | 2009 |
| Acadèmica de Coimbra | -      | 1         | 2012 |
| Rio Ave FC           | -      | 1         | 2014 |
| CD Aves              | -      | 1         | 2018 |
| CD Tondela           | -      | 1         | 2022 |